# Distaccamento Aereo di Neftejugansk

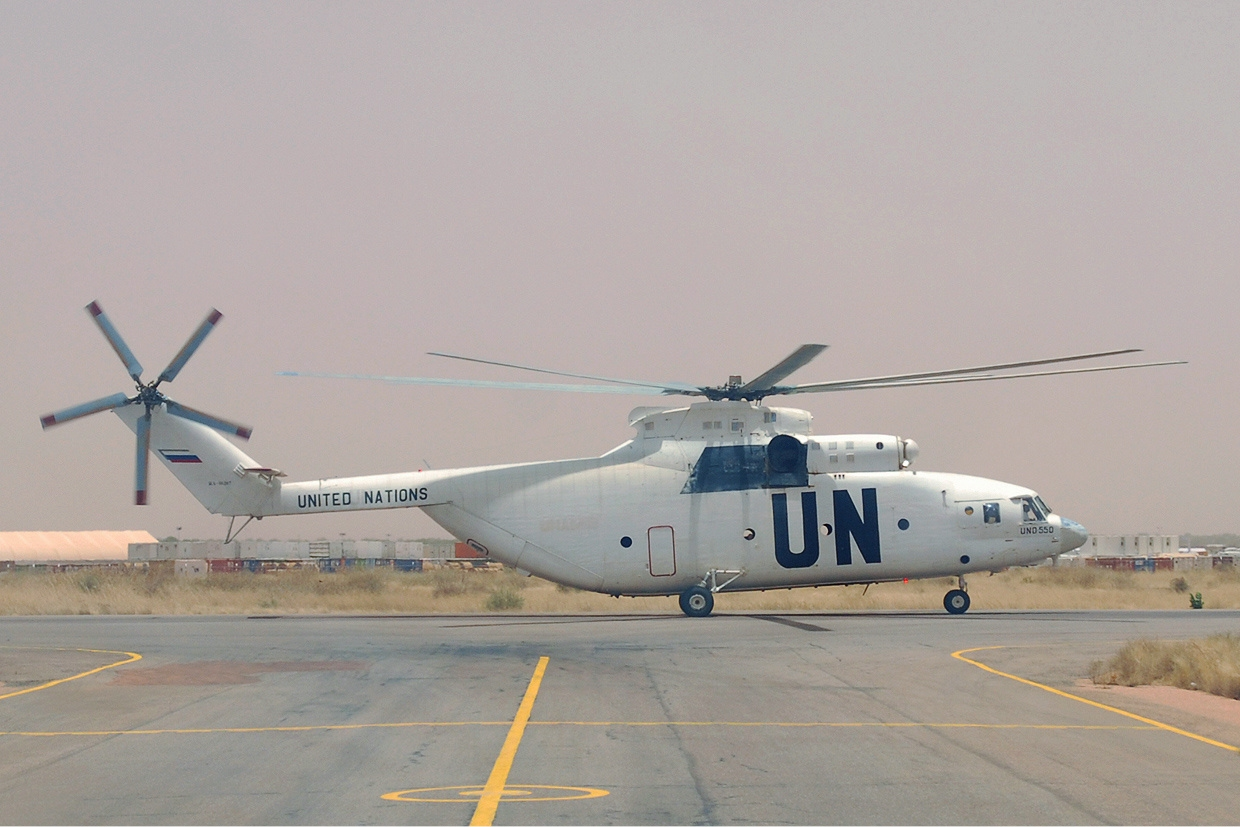
Mil Mi-26T del Distaccamento Aereo di Neftejugansk nella livrea dell'ONU.

Il Distaccamento Aereo di Neftejugansk (ex-Aeroflot-Neftejugansk) (in russo Нефтеюганский объединенный авиаотряд?, Neftejuganskij ob"edinennyj aviaotrjad, in inglese: Nefteyugansk United Airline Transportation Company (NUATC) o Nefteyugansk Air Enterprise) è una compagnia aerea russa con la base tecnica all'Aeroporto di Neftejugansk (IATA: NFG, ICAO: USRN) nella Chantia-Mansia nell'Oblast' di Tjumen' nella Siberia Occidentale in Russia.

## Storia
- 1965 - la fondazione di Neftejugansk con l'arrivo degli elicotteri Mil Mi-1, Mil Mi-4, Mil Mi-6 nello Squadrone aereo di città.
- 1º aprile 1975 - la fondazione dello Squadrone Aereo di Neftejugansk (in russo: Нефтеюганская Oбъединенная Aвиаэскадрилья) con l'entrata in servizio degli elicotteri Mil Mi-8.
- 1976 - l'inizio dei voli di linea con gli aerei Antonov An-24 e Yakovlev Yak-40 all'aeroporto di Neftejugansk.
- 1977 - l'apertura della prima pista asfaltata all'aeroporto di Neftejugansk e l'arrivo dei primi Tupolev Tu-134 a città. Lo Squadrone Aereo di Neftejugansk diventò il Distaccamento Aereo di Neftejugansk (in russo: Нефтеюганский Oбъединенный Aвиаотряд).
- 1980 - l'arrivo degli elicotteri Mil Mi-2 a Neftejugansk.
- 1986 - l'inizio dei voli di Yakovlev Yak-42 all'Aeroporto di Neftejugansk.
- 1987 - l'arrivo dei primi Tupolev Tu-154 a Neftejugansk.
- 20 gennaio 1993 - la fondazione dell'attuale compagnia aerea di Neftejugansk col'arrivo degli elicotteri Kamov Ka-32.
- 1996-1997 - l'inizio dei lavori all'estero per la Protezione Civile e i Vigili del Fuoco di Turchia, Colombia, Angola, Ecuador.
- 1999 - il Distaccamento Aereo di Neftejugansk diventò un operatore ufficiale dell'ONU, questo di conseguenza ampliò la geografia dei voli in Africa e in Asia Centrale. La compagnia aerea è stata impiegata all'estero nei progetti dell'ONU nei seguenti paesi: La Repubblica Democratica Kongo, Sudan, Etiopia, Libano, Burundi.

## Strategia
Gli ingegneri della compagnia aerea fanno la manutenzione dei velivoli all'aeroporto di Neftejugansk e collaborano con le Fabbriche degli Elicotteri della Russia: Kamov, Mil.
L'attività principale della compagnia aerea sono i voli charter, cargo e di servizio per le compagnie di gas russe e le compagnie petrolifere russe, inoltre per le compagnie aeree russe l'UTair e la Kolavia.

## Flotta
La flotta della compagnia aerea di Neftejugansk conta 29 elicotteri di produzione russa:
- 14 Mil Mi-8MTV - raggio di azione di 1000 km, inclusa versione VIP.
- 12 Mil Mi-8T - raggio di azione di 800 km.
- 4 Kamov Ka-32T - raggio di azione di 1500 km o l'autonomia di volo di 6 ore e 30 minuti.

## Ordinazioni
- 1 Mil Mi-26
- 3 Robinson R44

## Accordi commerciali
- UTair (in cirillico: ЮТэйр)
- Kolavia (in cirillico: Колавиа)
- Abakan-Avia
- Ural Airlines
- Gazpromavia
- RUSRS S.r.l. (in cirillico: ООО «РУСРС»)
- Slavneft-Megionneftegazgeologia S.r.l. (in cirillico: ООО «Славнефть-Мегионнефтегазгеология»)
- Rosneft-Juganskneftegas S.r.l. (in cirillico: ООО «Роснефть-Юганскнефтегаз»)
- NF ZAO Sibirskaya Servisnaya Compagnia (in cirillico: НФ ЗАО «Сибирская Сервисная Компания»)
- Giprotjumenneftegas S.p.a.(in cirillico: ОАО «Гипротюменьнефтегаз»)
- Surgutneftegas S.p.a.(in cirillico: ОАО «Сургутнефтегаз»)
- RN-Burenie S.r.l. (in cirillico: ООО «РН-Бурение»)
- Ob'neftegasgeologia S.p.a. (in cirillico: ОАО «Обьнефтегазгеология»)